# Javier Zubillaga
José Javier Zubillaga Martínez, más conocido como Zubillaga (Logroño (La Rioja), España, 12 de agosto de 1959), es un exfutbolista que militó en la Real Sociedad durante 11 temporadas y otras 4 en el RCD Español. Es entrenador español y ha sido secretario técnico de varios clubes, entre ellos el Deportivo Alavés, Córdoba, Logroñés y Real Sociedad.

## Trayectoria como entrenador y Secretarías Técnicas
- Secretario técnico del Deportivo Alavés 1994-1996
- Secretario técnico del Club Atlético Osasuna
- Secretario técnico del Club Deportivo Logroñés
- Entrenador del Real Unión de Irún 2006-2007
- Entrenador del UE Lleida 2007-2008
- Secretario técnico del Córdoba CF
- Secretario técnico del Deportivo Alavés 2012-...